# Hattusili II
Hattusili II is mogelijk een koning van het Hettitische Rijk (nieuwe koninkrijk), ruwweg in de jaren 70 en 60 van de 14e eeuw v.Chr.
Zijn bestaan staat echter ter discussie. In het verdrag tussen Muwatalli II en Talmi-Šarruma van Aleppo wordt gerefereerd aan een heerser genaamd Hattusili, maar deskundigen zijn het oneens of dit een verwijzing naar een andere, onbekende, Hettitische koning betreft, of zelfs naar Hattusili I.